# Guy Woolfenden
Guy Anthony Woolfenden (Ipswich, graafschap Suffolk, 12 juli 1937 – 15 april 2016) was een Brits componist en dirigent.

## Levensloop
Woolfenden ging op de Whitgift School in Croydon, een wijk in het zuiden van Londen. Zijn muziekstudies deed hij aan het Christ's College in Cambridge en aan de Guildhall School of Music and Drama (Barbican Centre). 
In 1961 werd hij eerst als 2e music directeur en vanaf 1962 als directeur en leider van de muziekafdeling van de Royal Shakespeare Company en bleef in deze functie voor 37 jaren tot 1998. Het eerste grote project was de Wars of the Roses trilogy in 1963. Woolfenden componeerde muziek voor alle toneelstukken van William Shakespeare en gaf opdracht voor veele  niet-Shakespeare producties, zoals Jakobijnen, Restauratie, 19e en vroege 20e eeuw klassieke en meerdere hedendaagse schouwspelen. Zo komt hem het verdienst toe, dat live muziek een integraal deel van de Royal Shakespeare Company producties werd. Met meer dan 150 composities voor de Royal Shakespeare Company verzorgde hij ook andere Europese theater gezelschappen zoals de Comédie-Française, te Parijs, het Burgtheater in Wenen, het Teatro di Stabile in Genua en het Nationaltheatret in Oslo.
Verder was hij van 1986 tot 1991 directeur van het Cambridge Festival. Maar hij was ook voor operagezelschapen bezig zoals de Scottish Opera, voor wie hij drie producties organiseerde. Hij deed de eerste Engelse productie van Carl Nielsens Saul en David, Pjotr Iljitsj Tsjaikovski’s De Maagd van Orléans (Орлеанская дева) en Franz Liszts Don Sanche ou le Château d'amour. 
Samen met de choreografer André Prokovsky arrangeerde hij de muziek voor vier volledige balletten, die hij zelf gedirigeerd heeft met het Australian Ballet, het Koninklijk Ballet van Vlaanderen te Antwerpen, de Hong Kong Ballet Company, het Scottish Ballet en het Asami Maki Ballet,  in Tokio. Hij dirigeerde verder de Russische première van Anna Karenina met het Kirov Ballet in het Mariinski Theater in Sint-Petersburg in 1993.
Woolfenden is dirigent van het Birmingham Conservatoire Wind Orchestra en heeft met dit orkest onder andere een concert tijdens de WASBE Conference 2001 in Luzern verzorgd. Verder is hij gastdirigent van de Sinfonia of Cambridge.
Van 2002 tot 2003 was hij president van de Britse Incorporated Society of Musicians en was voorzitter van de British Association of Symphonic Bands and Wind Ensembles (BASBWE). Hij is erelid van het Royal College of Music in Londen en Honorary Associate Artist van de Royal Shakespeare Company
Als componist schreef hij naast zijn werken voor de Royal Shakespeare Company vooral werken voor harmonieorkest, kamerensembles en solo werken. Hij stichtte ook een eigen muziekuitgave Ariel Music.

## Composities

### Werken voor orkest
- 1999 · Concert, voor fagot en orkest
- 2006 · Sounds and Sweet Airs - A Shakespeare Journey
- Sweet Swan Of Avon

### Werken voor harmonieorkest
- 1983 · Gallimaufry
  1. Church and State
  2. Inn and Out
  3. Starts and Fits
  4. Father and Son
  5. Advance and Retreat
  6. Church and Status Quo
- 1986 · Illyrian Dances, suite
  1. Rondeau
  2. Aubade
  3. Gigue
- 1986 · Deo Gracias
  1. Coronation March
  2. Canon
  3. The King's March
- 1988 · S.P.Q.R.
  1. Fosse Way
  2. Notturno
  3. Via Appia
- 1991 · Mockbeggar Variations
- 1997 · Curtain Call
- 1998 French Impressions
  1. Parade
  2. Can Can
- 2002 · Firedance
- 2007 · Divertimento for Band (première: tijdens de Conference van de "World Association for Symphonic Bands and Ensembles" WASBE op 13 juli 2007 in Killarney door de Birmingham Symphonic Winds o.l.v. van de componist)
- Bohemian Dances
  1. A Dance of Shepherds and Shepherdesses
  2. Florizel and Perdita
  3. Dance of the Satyrs
- Fanfare
- Full Fathom Five
  1. Andante- Allegro moderato
  2. Andante con moto
  3. Allegro
- King Lear
- Much Ado About Nothing
- Romeo and Juliet
- Rondo Variations, voor klarinet en harmonieorkest
- Suite Française
  1. Pastorale
  2. Vals
  3. Finale: Scène et marche
- The Taming of the Shrew
- Three Dances for Clarinet Choir

### Toneelmuziek
- 1965 · Henry VI, tekst: William Shakespeare
- 1965 · Edward IV, tekst: William Shakespeare
- 1965 · Richard III, tekst: William Shakespeare
- 1968 · A Midsummer Night's Dream, tekst: William Shakespeare
- 1969 · The Winter's Tale
- 1974 · Antony and Cleopatra, tekst: William Shakespeare
- 1978 · Macbeth, muziek voor het drama van William Shakespeare
- 1978 · Tempest
- 1995 · Sweet Swan of Avon
- All's Well that Ends Well, muziek voor het schouwspel van William Shakespeare

### Kamermuziek
- Henry Humbelton's Holiday, voor spreker en tenortrombone
- Horn Dances
  1. War Dance or Moonlight Rumba
  2. Spanish Dance or Lotus Waltz
  3. Sword Dance
- Moving On, voor bastrombone en piano
- Serenade for Sophia, voor blazers
  1. Intrada
  2. Dance
  3. Finale

### Filmmuziek
- 1964 · A Midsummer Night's Dream, (tv)
- 1968 · Work is a four letter word
- 1968 · A Midsummer Night's Dream
- 1974 · Antony and Cleopatra, (tv)
- 1978 · The Comedy of Errors, (tv)
- 1979 · Macbeth, (tv)
- 1983 · Secrets
- 1987 · Heart of the Country, (mini tv-serie)
- 1989·  Conquest of the South Pole, (tv)
- 1992 · A Doll's House, (tv)